# Gare de Hirakatashi
La gare de Hirakatashi (枚方市駅, Hirakatashi-eki) est une gare ferroviaire de la ville de Hirakata, dans la préfecture d'Osaka au Japon. La gare est gérée par la compagnie Keihan.

## Situation ferroviaire
La gare de Hirakatashi est située au PK 21,8 de la ligne principale Keihan. Elle marque le début de la ligne Keihan Katano.

## Histoire
La gare est inaugurée le 15 avril 1910 sous le nom de gare de Hirakata-higashiguchi. Elle prend son nom actuel en 1949.

## Service des voyageurs

### Accès et accueil
La gare dispose d'un bâtiment voyageurs, avec guichets, ouvert tous les jours.

### Desserte
- Ligne principale Keihan :
  - voies 1 et 2 : direction Chūshojima et Sanjō (interconnexion avec la ligne Keihan Ōtō pour Demachiyanagi)
  - voies 3 à 5 : direction Kyōbashi, Yodoyabashi et Nakanoshima

- Ligne Keihan Katano :
  - voies 5 et 6 : direction Kisaichi

## Dans les environs
- Mairie de la ville de Hirakata
- Université Kansai Gaidai (関西外国語大学 (?))
- Université médicale du Kansai (関西医科大学 (?))
- Rivière Amanogawa (天野川 (?))